# آب‌انبار نجد
آب‌انبار نجد مربوط به اوایل دورهٔ پهلوی است و در شهرستان طبس، شهر طبس، بالاتر از میدان امام، مابین میدان طبری و یارین محله واقع شده و این اثر در تاریخ ۱۶ اسفند ۱۳۸۴ با شمارهٔ ثبت ۱۴۸۴۴ به‌عنوان یکی از آثار ملی ایران به ثبت رسیده است.